# Jiří Rohan
Jiří Rohan [ˈjɪr̝iː ˈroɦan] (* 13. Dezember 1964 in Prag) ist ein ehemaliger tschechischer Kanute.

## Karriere
Jiří Rohan nahm im Kanuslalom mit Miroslav Šimek im Zweier-Canadier an zwei Olympischen Spielen teil. Ihr Debüt erfolgte anlässlich der Olympischen Spiele 1992 in Barcelona. Bei dem Wettkampf wurden zwei Läufe durchgeführt, wobei der schnellste für die Gesamtwertung herangezogen wurde. Nach 131,91 Punkten im ersten Lauf verbesserten sie sich danach im zweiten Lauf auf 124,25 Punkte, womit sie hinter der siegreichen US-Amerikanern Scott Strausbaugh und Joe Jacobi und vor den Franzosen Franck Adisson und Wilfrid Forgues Zweite wurden und damit die Silbermedaille gewannen. Die Spiele 1996 in Atlanta verliefen für die beiden ebenfalls erfolgreich. Wieder gelang ihnen im Verlauf des Wettbewerbs eine Verbesserung im zweiten Durchgang, wobei sie im ersten Lauf 70 Strafpunkte hinnehmen mussten. Von diesen 231,77 Punkten verbesserten sie sich letztlich auf 160,16 Punkte, mit denen sie erneut den zweiten Gesamtplatz belegten. Franck Adisson und Wilfrid Forgues gelang diesmal der Gewinn der Goldmedaillen, während die Deutschen André Ehrenberg und Michael Senft Bronze gewannen.
Zahlreiche Medaillen im Zweier-Canadier sicherte sich Rohan mit Miroslav Šimek auch bei Weltmeisterschaften. 1991 sicherten sie sich in Tacen bei den Weltmeisterschaften in der Einzelwertung noch die Silbermedaille, ehe ihnen 1993 in Mezzana der Titelgewinn gelang. 1997 wurden sie in Três Coroas Dritte. Noch erfolgreicher waren sie bei den Mannschaftswertungen gewesen: so wurden sie 1985 in Augsburg, 1993 in Mezzana und 1995 in Nottingham insgesamt dreimal Weltmeister, außerdem gewannen sie 1987 in Bourg-Saint-Maurice, 1989 auf dem Savage River im Garrett County, Maryland, und 1991 in Tacen die Silbermedaille. 1997 wurden sie in Três Coroas ein weiteres Mal Vizeweltmeister. Bei Europameisterschaften gewannen Rohan und Šimek in der Einzelwertung 1996 in Augsburg mit Silber ihre einzige Medaille.
Sein Sohn Lukáš Rohan gewann bei den Olympischen Spielen 2020 in Tokio ebenfalls im Kanuslalom im Einer-Canadier die Silbermedaille.